# Edival Lourenço
Edival Lourenço (Iporá, 13 de agosto de 1952) é escritor romancista, poeta, cronista e contista brasileiro.

## Biografia
Filho de Geraldo Lourenço de Oliveira e Doraci Paes de Oliveira, Edival é Bacharel em direito e pós-graduado em administração de marketing. Aposentado da Caixa Econômica Federal, é professor de graduação, ex-presidente da União Brasileira de Escritores e secretário estadual de cultura do estado de Goiás.. É cronista do jornal O Popular, colunista da revista Bula e membro da Academia Goiana de Letras[carece de fontes?]. 

### Carreira literária
Pelo conjunto da obra, em 2008 recebeu a comenda Jorge Amado da União Brasileira de Escritores do Rio de Janeiro. Em 2012 recebeu troféu Jaburu (Goiás) pelo conjunto da obra, e o Prêmio Jabuti na categoria romance com a obra Naqueles morros, depois da chuva.
Participou de mais de 15 antologias e teve cerca de 50 premiações, dentre as quais o Troféu Tiokô[carece de fontes?] de Literatura-Prosa no ano de 1992, e Prêmio Paraná de Literatura com a obra Centopeia de Neon na categoria romance.  Recebeu Troféu Marieta Teles[carece de fontes?] conferido pela Academia Goiana de Letras, como melhor cronista do ano.
Foi secretário da Cultura de Goiás, de 2019 até 2023.

## Obras publicadas
- Estação do cio, poemas, 1984;
- A centopeia de néon, romance, prêmio Nacional de Romance do Estado do Paraná, 1994;
- A perpétua utopia, contos, prêmio Bolsa de Publicações José Décio Filho, 1992;
- Coisa incoesa, poemas, prêmio Bolsa de Publicações Hugo de Carvalho Ramos, 1993;
- Mundocaia, contos, 2014;
- As vias do voo, poemas, 2005;
- Os carapinas do Sri Lanka, minicontos, 2005;
- Pela alvorada dos Nirvanas, 2009;
- Os enganos do carbono, 2013;
- A caligrafia das eras, 2012;
- O elefante do cego, 2009;
- As luzes do pântano, crônicas, 2011;
- Naqueles morros depois da chuva, editora Hidra, 2011;
- Poesia reunida, Goiânia, Editora Ex Machina, 2015.

## Prêmios e indicações
- Prêmio Paraná de Literatura[2]
- Troféu Tiokô
- Troféu Marieta Teles
- Prêmio Jabuti na categoria romance 2º Lugar
- Comenda Jorge Amado[2]
- Troféu Jaburu [5]